# The Ultimate Fighter: Team McGregor vs. Team Faber Finale
The Ultimate Fighter: Team McGregor vs. Team Faber (también conocido como The Ultimate Fighter 22 Finale) fue un evento de artes marciales mixtas celebrado por Ultimate Fighting Championship el 11 de diciembre de 2015 en el The Chelsea at The Cosmopolitan, en Las Vegas, Nevada.

## Historia
El evento estelar contó con el combate de peso pluma entre el excampeón de peso ligero de UFC Frankie Edgar y el tres veces retador al título Chad Mendes.
Khabib Nurmagomedov tenía previsto enfrentarse a Tony Ferguson en el evento. Sin embargo, Nurmagomedov tuvo que retirarse del combate el 30 de octubre por una lesión y fue reemplazado por Edson Barboza.

## Resultados
1. ↑  Final de Peso Ligero TUF 22.

## Premios extra
Cada peleador recibió un bono de $50,000.
- Pelea de la Noche: Edson Barboza vs. Tony Ferguson
- Actuación de la Noche: Frankie Edgar y Tony Ferguson